# Cresovia Leopoliensis
Cresovia Leopoliensis – polska korporacja akademicka założona została we Lwowie we wrześniu 1926 (data starszeństwa nadana przez ZPK!A – 20 czerwca 1927). Kandydowała do ZPK!A przy PK!A Znicz. Wznowiła swoją działalność 29 listopada 2007 roku we Wrocławiu z inspiracji jej przedwojennych członków.

## Insygnia i odznaki
- Barwy: amarantowa, zielona i srebrna oznaczające: wzniosłość i hart ducha oraz nieograniczoną miłość Ojczyzny

- Herb: tarcza podzielona w odwróconą rosochę. W części pierwszej znajduje się srebrny cyrkiel korporacyjny w polu amarantowym, druga część podzielona jest na trzy z prawa w skos polami amarantowym, zielonym i srebrnym, a w części trzeciej znajduje się ramię zbrojne z mieczem w polu zielonym.

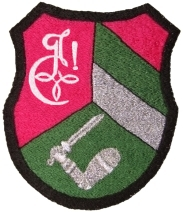
Herb PK!A Cresovia Leopoliensis

- Cyrkiel: Jeden z symboli korporacji. Narysowany jednym pociągnięciem pióra, składa się zazwyczaj z: inicjału nazwy korporacji, stylizowanych liter V, C i F, od łacińskich słów Vivat, Craescat, Floreat (tzn. niechaj żyje, rośnie i rozkwita), wykrzyknika, jeżeli dana korporacja uznawała pojedynki.

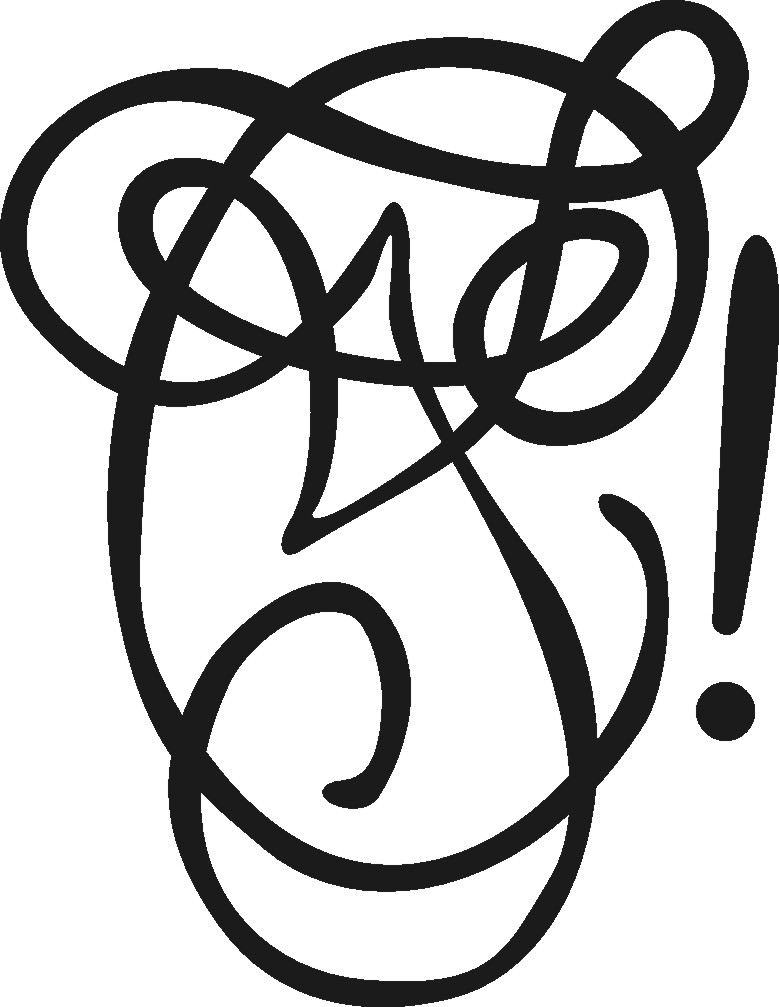
Cyrkiel Korporacji do 1928 roku

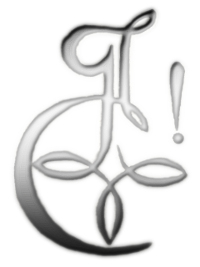
Cyrkiel Korporacji po 1928 roku

- Dewiza: "I ten szczęśliwy, kto padł wśród zawodu, 
 jeżeli poległym ciałem dał innym szczebel do sławy grodu"

z Ody do młodości A. Mickiewicza.
- Hymn autorstwa Aleksandra Baumgardtena

- Sztandar:

- Dekiel: Koloru amarantowego. Otok w barwach: zielonej i srebrnej. Na wierzchniej części wyszyty srebrną nicią cyrkiel i okręgi, określające stopień członkostwa: giermek, rycerz, filister.

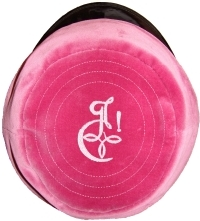
Dekiel PK!A Cresovia Leopoliensis

## Znani filistrzy
- Aleksander Baumgardten
- Jerzy Chodorowski
- Stanisław Grabski prof.,
- Franciszek Irzyk (wiceprezydent Lwowa),
- Zdzisław Kunstman
- Kazimierz Medyński prof.,
- Henryk Panas,
- Kazimierz Rychłowski,
- Władysław Szymonowicz prof.,
- Zbigniew Stuchly prof.,
- Władysław Świrski dr,
- Ludwik Stanisław Sosabowski kpt.,[1]
- Henryk Zbierzchowski (Nemo).